# Bruneis flagga
Bruneis flagga är gul med två diagonala band i svart och vitt, där det vita bandet är något bredare än det svarta. Gult är sultanens färg och ses i Sydostasien som en symbol för monarkin. De snedställda banden representerar kungens två viktigaste ministar. Mitt på bandet finns Bruneis statsvapen. I statsvapnet finns bland annat islams symbol månskäran och ett parasoll som ingår i sultanens insignier. I den tidigare flaggan från 1906 saknades statsvapnet. Proportionerna är 1:2.
Bruneis försvarsmakt använder en liknande flagga med ett tredje diagonalt band i rött mellan det svarta och det vita, samt försvarsmaktens emblem istället för statsvapnet. Örlogsflaggan till havs är helvit med försvarsmaktens flagga i kantonen.

## Tidigare flaggor

Flaggan före 1906
Flaggan 1906-1959